# Ana Teresa Torres
Ana Teresa Torres (Caracas, 6 de julio de 1945) es una escritora, profesora y psicóloga venezolana. Novelista, cronista, articulista, ensayista e investigadora. Graduada en Psicología (UCAB), con postgrado en Psicología Clínica; Psicoanalista acreditada por la Asociación Venezolana de Psicoanálisis; fundadora de la Sociedad Psicoanalítica de Caracas y miembro de la Asociación Psicoanalítica Internacional. Fue profesora de la Escuela de Psicología de la Universidad Central de Venezuela.

## Biografía
Hija única de Felicitas García Elorrio, nacida en Venezuela 1945, y nacionalizada puertorriqueña al contraer matrimonio y Miguel Torres Cárdenas (1954-2024). Durante sus primeros años vivió junto a sus padres en la urbanización Campo Alegre, en la casa de su abuela paterna, Carmen Teresa Martínez Madriz, figura muy significativa en su vida, especialmente después del fallecimiento de su madre ocurrido en 1953
. Su padre y otros miembros de la familia se trasladan a vivir a Madrid; estudia el bachillerato en un colegio de monjas (conocido como “las irlandesas” porque la orden provenía de Irlanda), y viaja a Caracas en los períodos de vacaciones. Inicia estudios de Filosofía y Letras en la Universidad de Madrid que abandona para regresar definitivamente a Venezuela en 1964. Sus intentos de escritura, realizados en la adolescencia y primera juventud, pasan a un segundo plano cuando se interesa por estudiar psicología y psicoanálisis y desarrolla una intensa actividad profesional y docente en esas áreas. 
Tras un breve matrimonio en 1972, se casa en 1975 con Gastón Carvallo López de Ceballos, quien después de una larga militancia política de izquierda, trabaja como investigador de temas históricos y sociales en el Centro de Estudios para el Desarrollo de la Universidad Central de Venezuela. Serán padres de Gastón Miguel, nacido en 1975, economista y programador de computación, e Isabel, nacida en 1977, psicóloga especialista en recursos humanos. Gastón y Ana Teresa se separan conyugalmente en los años ochenta y mantienen una entrañable amistad hasta la muerte de Gastón en 1993.
Vive en Caracas con sus dos hijos hasta que las circunstancias del país llevan a estos a emigrar a Canadá en 2008, y allí nacen sus nietos, Julio Antonio, Ana Isabel y Alejandro Ignacio, hijos de Isabel y Antonio González Fuentes. En razón de esto, alterna períodos entre Toronto y Caracas.  

### Ámbito académico
Ana Teresa Torres es Licenciada en Psicología por la Universidad Católica Andrés Bello, 1968.
Posteriormente realizó el postgrado de Psicología Clínica en el Centro de Salud Mental del Este del Ministerio de Sanidad (1973), donde trabajó como psicóloga clínica. Se formó como psicoanalista en la Asociación Venezolana de Psicoanálisis, obteniendo el título de Psicoanalista (1982). En 1989 renunció a esta institución y junto a un grupo de colegas fundó la Sociedad Psicoanalítica de Caracas de la cual es miembro titular, así como de la Asociación Psicoanalítica Internacional. Fue directora del Fondo Editorial de la Sociedad Psicoanalítica de Caracas, y de Trópicos, Revista de Psicoanálisis.
Su primera aparición en el campo literario tuvo lugar cuando ganó el concurso de cuentos de El Nacional en 1984, el cual marca un viraje que la inclina nuevamente hacia la escritura, y durante unos años oscila entre sus dos vocaciones. A partir de entonces comenzó a publicar novelas, ensayos y otros estudios. Es una activa promotora de la literatura y coordinadora, entre otros eventos, de la Semana de la Nueva Narrativa Urbana junto con Héctor Torres.
En 1993 abandonó la práctica clínica del psicoanálisis y la psicoterapia.
Ha sido residente del Bellagio Study & Conference Center de la Fundación Rockefeller (1998).
A partir de 1999, y sobre todo hasta 2004, alterna la actividad literaria con la escritura de prensa y otras acciones de resistencia de la sociedad civil (particularmente en la asociación Gente de la cultura y Pen Venezuela, fue presidenta de esta última) frente al régimen instaurado en Venezuela en 1998.
Es Individuo de Número de la Academia Venezolana de la Lengua, donde ocupa el Sillón Letra “F”, a la que se incorpora el 16 de enero de 2006, con el discurso “Consideraciones acerca de la conciencia intelectual”. Coordinadora de la Comisión de Literatura de la Academia Venezolana de la Lengua desde 2006.

## Obra

### Ficción (novelas y cuentos)[2]
- El exilio del tiempo (1990, 1991, 1992,1993). Caracas: Monte Ávila Editores, Col. Continentes. 2.ª edición corregida y aumentada en Dos novelas (2005). Mérida: Ediciones El otro, el mismo, Col. Salvador Garmendia.
- Doña Inés contra el olvido (1992). Caracas: Monte Ávila Editores, Col. Continentes. 2.ª edición, Monte Ávila 1999. 3.ª edición (2008), Caracas: Editorial Alfa, Biblioteca Ana Teresa Torres Nro. 4.
- Vagas desapariciones (1995). Caracas: Grijalbo. 2.ª edición (2011), Caracas: Alfa, Biblioteca Ana Teresa Torres No 7.
- Malena de cinco mundos (1997). Washington D. C.: Literal Books. 2.ª Edición (2000, 2005), Caracas: Editorial Blanca Pantin, Col. Narrativa. 3.ª Edición (2008), Madrid: Editorial Veintisiete Letras, Col. Las eras imaginarias.
- Los últimos espectadores del acorazado Potemkin (1999). Caracas: Monte Ávila Latinoamericana, Col. Continentes. 2.ª edición (2010), México: Fondo de Cultura Económica, Col. Aula atlántica (Julio Ortega, coordinador). Estudio preliminar, edición y notas de Miguel Gomes.
- La favorita del señor (2001). Caracas: Editorial Blanca Pantin y Fondo Editorial La Nave va. 2.ª edición (2004), Caracas: Alfadil, Col. Letra Erecta. 3.ª edición (2010), Caracas: Alfa, Biblioteca Ana Teresa Torres N.º 6.
- Cuentos completos,1966-2001 (2022). Mérida: El otro, el mismo, Col. Salvador Garmendia.
- El corazón del otro (2005). Caracas: Alfadil, Col. Alfa 7.
- Me abrazó tan largamente (2005). En Dos novelas. Mérida: El otro, el mismo, Col. Salvador Garmendia.
- Nocturama (2006). Caracas: Alfa, Biblioteca Ana Teresa Torres No 1.
- La fascinación de la víctima (2008). Caracas: Alfa, Biblioteca Ana Teresa Torres. No 3.
- La escribana del viento (2013). Caracas: Alfa, Biblioteca Ana Teresa Torres. N.º 9.
- Diorama (2021). Caracas: Monroy Editores.

### No ficción
- Elegir la neurosis (1992)
- El amor como síntoma (1993)
- Territorios eróticos (1998)
- A beneficio de inventario (2000)
- El alma se hace de palabras (2003)
- Historias del continente oscuro (2007)
- La herencia de la tribu (2009)
- Lya Imber de Coronil (2010)
- El oficio por dentro (2012)
- Diario en Ruinas, 1998-2017 (2018)
- Viaje al poscomunismo (2020), con Yolanda Pantin

### Antologías
- Casas abandonadas (fragmento de El exilio del tiempo). En Alrededores de la casa. Prólogo, selección y notas de Yolanda Pantin y Federico Pacanins. Caracas: Colección Econoinvest. N.º 4, 2000.

- Retrato frente al mar. En Narradores de El Nacional (1946-1992). Caracas: Monte Ávila Editores, 1992. En Antología de cuentistas HispanoamericanAs. Gloria da Cunha-Giabbai y Anabella Acevedo-Leal (eds). Washington D. C.: Literal Books, 1996. En Cuentos que hicieron historia. Ganadores del concurso de cuentos del diario El Nacional 1946-2004. Caracas: Los Libros de El Nacional, 2005: 289-296. En La vasta brevedad. Antología del cuento venezolano del siglo XX. Carlos Pacheco, Miguel Gomes y Antonio López Ortega editores. Caracas: Alfaguara, 2010: Vol. II, 95-108.

- El vestido santo. En Las mujeres toman la palabra. Antología de narradoras venezolanas. Introducción y compilación de Luz Marina Rivas. Caracas: Monte Ávila Latinoamericana, 2004: 205-217. En Contar es un placer. Selección de cuentos hispanoamericanos. Selección, prólogo y notas de Emmanuel Tornés. La Habana: Casa editora Abril, 2007: 419-427.

- ¿Dónde estás Ana Klein? En Cuentos venezolanos del siglo XX. Pequeños relatos en grandes voces. Audio libro producido por el Centro de Estudios Latinoamericanos Arturo Uslar Pietri de la Universidad Metropolitana, realizado por La Otra Mirada. C.A. Caracas, 2012.

## Premios
- 1984, Premio de Cuentos del diario El Nacional
- 1991, Premio de Narrativa del Concejo Municipal del Distrito Federal de Caracas
- 1991, Premio de Narrativa del Consejo Nacional de la Cultura
- 1991, Premio de Novela de la I Bienal Mariano Picón-Salas, Mérida
- 1998, Premio Pegasus de Literatura
- 2001, Premio Anna Seghers, Alemania.
- 2009, Mención especial del jurado del Premio de ensayo Debate-Casa de América
- 2014, Mención del Premio de los Libreros 2013 en narrativa
- 2014, Premio de la Crítica a la novela del año 2013